# Eggern
Eggern je městys v Rakousku ve spolkové zemi Dolní Rakousy v okrese Gmünd.
K 1. lednu 2014 zde žilo 726 obyvatel.

## Členění obce
Městys má tři části, v závorce je obyvatelstvo k 1. lednu 2015.

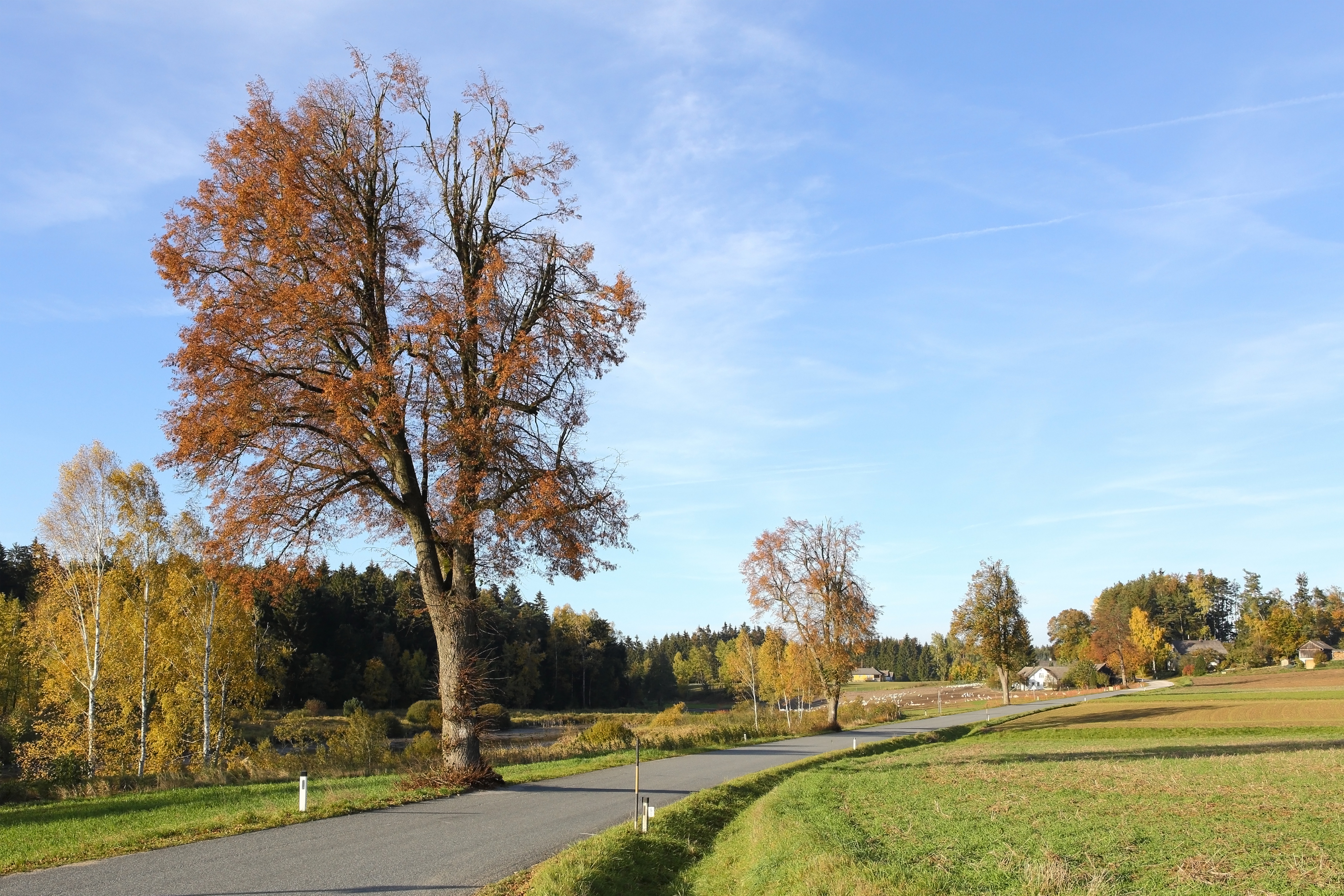
Alej severně od Eggernu

- Eggern (490)
- Reinberg-Heidenreichstein (130)
- Reinberg-Litschau (91)

## Osobnosti
- Franz Wurz (* 1946), Automobilový závodník
- Alexander Wurz (* 1974), Závodník F1